# Willie and the Hand Jive
Willie and the Hand Jive è un brano musicale del 1958 scritto dal cantante statunitense Johnny Otis, pubblicato sul singolo a 45 giri Willie And The Hand Jive/Ring-A-Ling a nome del suo gruppo The Johnny Otis Show.
Il brano è stato oggetto di cover da parte di molti artisti, tra cui The Strangeloves (1965), Eric Clapton (1974), Cliff Richard (1960), Kim Carnes, George Thorogood (1985) e The Grateful Dead.
Eric Clapton ha inciso la sua versione nell'album 461 Ocean Boulevard, pubblicandola nel singolo Willie and the Hand Jive/Mainline Florida del 1974.